# Gabriella Kindl
Gabriella Markoč (født Kindl 25. september 1979 i Mohács, Ungarn) er en montenegrinsk/ungarsk håndboldspiller, som spillede venstre back for Montenegros kvindehåndboldlandshold.
I sin tid som aktiv håndboldspiller spillede hun i flere europæiske topklubber som RK Krim, Győri ETO KC, Dunaferr SE og ŽRK Budućnost Podgorica.